# José Carlos Cabrera
José Carlos Cabrera (Sapucai, 1 de mayo de 1989) es un concertista paraguayo de guitarra clásica.

## Trayectoria
Desde el año 2010 reside en la ciudad de Buenos Aires, Argentina, donde sigue la carrera de Licenciatura en Música con orientación Guitarra, con el maestro Javier Bravo, en el Departamento de Artes Musicales y Sonoras “Carlos López Buchardo” de la Universidad Nacional de las Artes.
Hoy en día es considerado uno de los mayores exponentes de la música de Agustín Pío Barrios “Mangoré”, y, siendo aún muy joven, es el guitarrista paraguayo que más obras de Barrios ha incorporado a su repertorio.
En marzo de 2010 realizó una gira europea deleitando al público con las obras de “Mangoré” en los países de Francia y Holanda.
Ofreció diversos conciertos en la República Argentina: entre las más importantes se encuentran el Festival Internacional Guitarras del Mundo, el 2.º Encuentro Internacional de Guitarra y el Festival Internacional de Música Contemporánea “TSONAMI”, representando a Paraguay con el estreno de la obra contemporánea “Mangoré” del compositor paraguayo Nicolás Pérez González. Estuvo presente como representante paraguayo en la Feria Internacional del Libro de Buenos Aires 2011.
Se presentó como solista invitado de varias orquestas: la Orquesta Sinfónica Nacional de Argentina, la Orquesta Sinfónica de la Ciudad de Asunción, la Camerata Miranda y la Orquesta de Cámara del Centro Cultural Paraguayo Americano, en donde estrenó el concierto para guitarra, flauta y orquesta “Homenaje a Mangoré” del maestro Luis Szarán. Ha sido dirigido por maestros nacionales e internacionales, tales como: Diego Sánchez Haase, Cesar Manuel “Lito” Barrios, Miguel A. Gilardi, Javier Aquino Maidana, entre los más destacados.
En Paraguay, preparó dos programas integrales con las obras de Agustín Barrios, que fueron llevados a diferentes puntos del país. Uno de los conciertos fue realizado en la casona de Mangoré, en San Juan Bautista, con la guitarra Morant que pertenecía a Agustín Barrios. Brilló con su participación también en el 5.º Festival Internacional de Guitarra “Homenaje a Mangoré”, que se llevó a cabo en Asunción. Ofreció relevantes presentaciones, tales como el concierto donde interpretó, en estreno mundial, la única obra para la guitarra clásica del ilustre compositor paraguayo Carlos Lara Bareiro, en ocasión del 22º aniversario de su partida física.
Obtuvo el primer premio en el concurso internacional de interpretación “Momento Musical Opus 2009”, en agosto de ese año en Asunción (Paraguay) y se desempeñó como jurado del mismo concurso al año siguiente. Además conquistó el segundo premio en el “Musicampus 2007 de Guitarra Clásica”, en Córdoba (Argentina).
Su ingreso al universo de la música fue a los 11 años de edad, a través de la música folclórica paraguaya. A los 14 años inició sus estudios de violín y a los 15 años eligió definitivamente a la guitarra clásica como su instrumento principal.  Inicialmente se formó en prestigiosos conservatorios con importantes profesores paraguayos, graduándose con honores a los 18 años, de Profesor Superior de Guitarra Clásica y profesor Superior de Teoría y Solfeo. Realizó diversos cursos de perfeccionamiento con grandes maestros del instrumento, tales como: Pablo Márquez, Eduardo Fernández, José Antonio Escobar, Berta Rojas y Víctor Villadangos, entre otros.
…“Estamos frente a un talento excepcional, un joven a quien además de su talento, adornan virtudes como la humildad, seriedad, dedicación y una capacidad de expresión que es una joya que adorna a muy pocos intérpretes” (Berta Rojas).
- Datos: Q5938752